# Racionamento na União Soviética
O racionamento na União Soviética foi introduzido duas vezes desde a sua criação, ambas as vezes durante períodos de dificuldades económicas.

## 1931–1935
Em 1931, o Politburo introduziu um sistema unificado de racionamento para alimentos e produtos básicos e normas de racionamento aplicadas em toda a URSS. Além do pão, o racionamento aplicava-se a outros produtos alimentares, incluindo produtos como açúcar, chá, óleo, manteiga, carne e ovos.
O racionamento existiu até 1935, terminando em seis fases principais. A partir de maio de 1931, a maioria dos bens de consumo industriais foi retirada do sistema de racionamento. Então, entre março e abril de 1932, alguns itens alimentares começaram a ser retirados do sistema de racionamento. De 1932 a 1934, os preços dos alimentos e bens de consumo aumentaram. O Estado também começou a vender quantidades cada vez maiores desses produtos das rações a preços mais altos. No início de 1935, o racionamento de pão foi abolido, seguido pelo fim do racionamento de todos os alimentos em outubro de 1935. O racionamento chegou oficialmente ao fim em 1º de janeiro de 1936, quando o racionamento de todos os bens industriais foi abolido.
Especialistas estrangeiros empregados na Rússia eram fornecidos por meio de uma organização estabelecida separadamente, a Insnab.

## Perestroika
O último, 12º Plano Quinquenal, que ocorreu no período da perestroika, terminou com uma degradação económica descontrolada, resultando em parte em várias formas de racionamento em todas as repúblicas da União.

### Racionamento de dinheiro

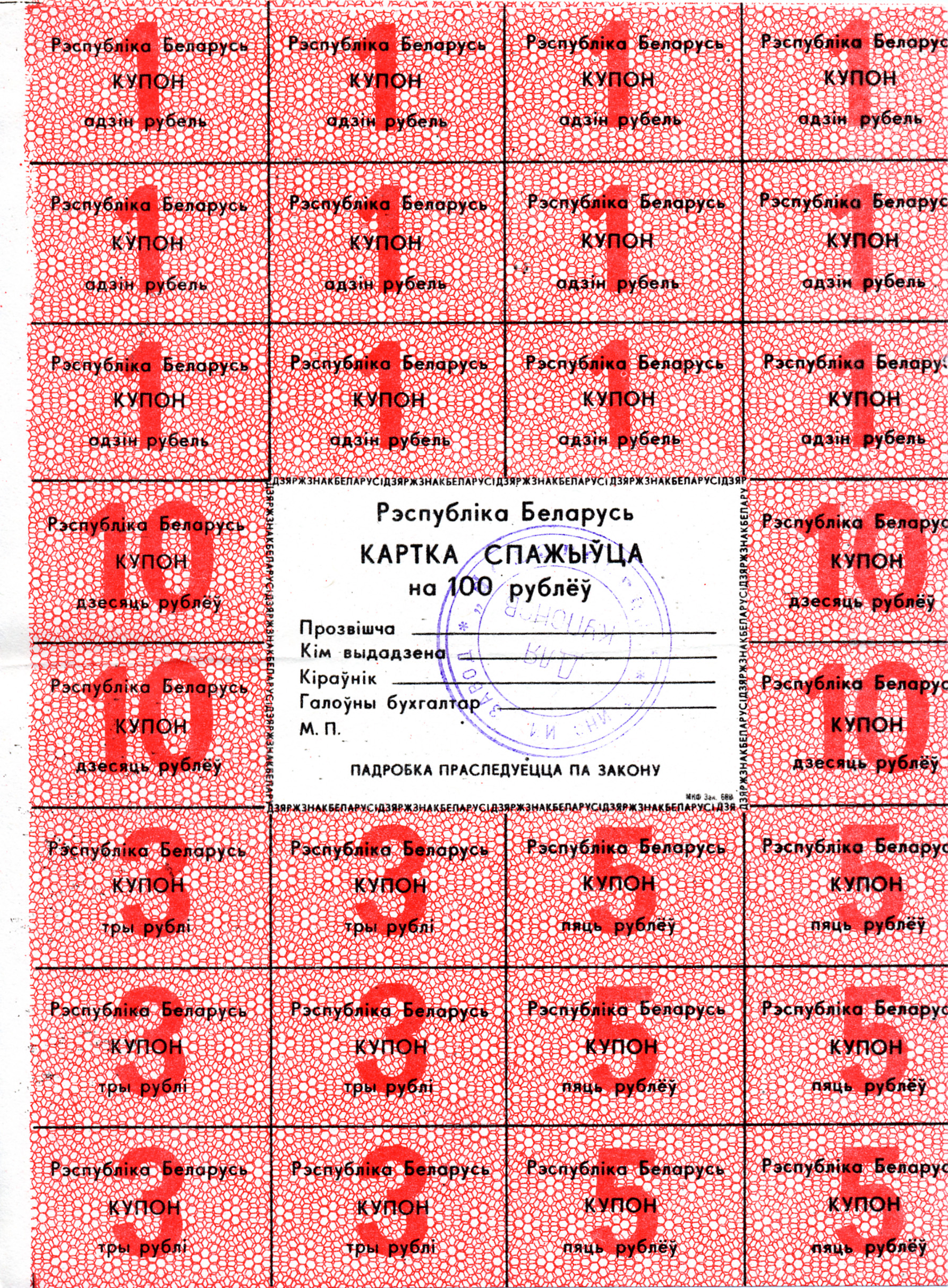
Cartão de cliente por 100 rublos, 1992.

A Perestroika produziu um tipo único de racionamento: o racionamento de dinheiro. Em 1990, a Bielorrússia introduziu o "Cartão do Consumidor", que era uma folha de papel dividida em cupons destacáveis com vários valores monetários designados: 20, 75, 100, 200 e 300 rublos. Estes cupons eram necessários além do dinheiro real na compra de certas categorias de bens de consumo. Os cupons praticamente não tinham proteção e podiam ser facilmente falsificados em fotocopiadoras coloridas modernas. (As copiadoras eram escassas na União Soviética e estavam sob controlo rigoroso da KGB, o que até certo ponto limitava, mas não eliminava, a falsificação). Os cupons eram distribuídos nos locais de trabalho junto com o salário e tinham que ter o carimbo e as assinaturas do departamento de contabilidade. Esta foi uma tentativa de proteção contra a especulação, especialmente contra a especulação através de revendas no exterior.
Naquela época, cupons ou bilhetes usados para comprar comida e bebidas eram conhecidos como талон (talon, "bilhete"). Cada cupom Talon estava disponível por um determinado mês e tinha uma cor diferente.